# چیزی نمی‌دانم

جنبش چیزی نمی‌دانم جنبش سیاسی بومی‌گرا در ایالات متحده در اواسط دهه ۱۸۵۰ بود. تا قبل از ۱۸۵۵، سازمان ملی سیاسی «هیچ نمی‌دانم» رسماً به عنوان «حزب بومیان آمریکا» شناخته می‌شد. پس از آن خیلی ساده به عنوان "حزبی آمریکایی " شناخته شد. اعضای جنبش موظف بودند که هر زمان که از سوی افراد خارجی در مورد جزئیات این حزب سؤال می‌شد، بگویند «من چیزی نمی‌دانم» و گروه را با نام محاوره‌ای‌اش صدا بزنند.